# Championnats d'Afrique juniors d'athlétisme 2013
Navigation
Édition précédente Édition suivante
Les 11es Championnats d'Afrique juniors d'athlétisme se sont déroulés du 29 août au 1er septembre 2013 à Bambous, à l'île Maurice.

## Résultats

### Hommes
| Épreuve | Or                                                                     | Or             | Argent                                                                | Argent         | Bronze                                                                                       | Bronze         |
| --- | ---------------------------------------------------------------------- | -------------- | --------------------------------------------------------------------- | -------------- | -------------------------------------------------------------------------------------------- | -------------- |
| 100 m (Vent: −0,9 m/s) | Harry Chukwudike Nigeria                                               | 10 s 54        | Mamus Emuobonuvie Nigeria                                             | 10 s 58        | Jonathan Permal Maurice                                                                      | 10 s 65        |
| 200 m (Vent: −3,6 m/s) | Divine Oduduru Nigeria                                                 | 21 s 19        | Jonathan Permal Maurice                                               | 21 s 26        | Fana James Mokofeng Afrique du Sud                                                           | 21 s 62        |
| 400 m | Denis Opio Ouganda                                                     | 46 s 94        | Omeiza Akerele Nigeria                                                | 47 s 32        | Mohamed Belbachir Algérie                                                                    | 47 s 40        |
| 800 m | Berke Kahsay Adhana Éthiopie                                           | 1 min 46 s 94  | Jonathan Kitilit Kenya                                                | 1 min 48 s 03  | Nader Belhanbel Maroc                                                                        | 1 min 48 s 49  |
| 1 500 m | Mathew Kiptanui Kenya                                                  | 3 min 39 s 91  | John Maina Kenya                                                      | 3 min 42 s 31  | Chalachew Shemeles Agafari Éthiopie                                                          | 3 min 42 s 45  |
| 5 000 m | Moses Mukono Kenya                                                     | 13 min 54 s 36 | Abdallah Kibet Mande Ouganda                                          | 13 min 55 s 10 | Martin Moses Kurong Ouganda                                                                  | 13 min 56 s 39 |
| 10 000 m | Martin Moses Kurong Ouganda                                            | 28 min 31 s 80 | Elvis Cheboi Kenya                                                    | 28 min 36 s 28 | Josephat Kiprop Kenya                                                                        | 28 min 37 s 09 |
| 110 m haies (99,0 cm) (Vent: −3,6 m/s) | Mohamed Koussi Maroc                                                   | 14 s 14        | Tiaan Smit Afrique du Sud                                             | 14 s 30        | Behailu Alemshet Lema Éthiopie                                                               | 14 s 57        |
| 400 m haies | Constant Pretorius Afrique du Sud                                      | 51 s 08        | Kenneth Kurui Kenya                                                   | 52 s 65        | Orwin Emilien Maurice                                                                        | 53 s 18        |
| 3 000 m steeple | Festus Kiprono Kenya                                                   | 8 min 38 s 99  | Zewdu Molla Workie Éthiopie                                           | 8 min 51 s 73  | Gigsa Tolosa Nurgi Éthiopie                                                                  | 8 min 55 s 38  |
| 4 × 100 m | Nigeria Mamus Emuobonuvie Tega Odele Divine Oduduru Harry Chukwudike   | 40 s 36        | Maurice Jean Ian Degrace Jonathan Permal Orwin Emilien Julien Meunier | 40 s 86        | Afrique du Sud Keenan Michau Walter Ungerer Fana James Mokofeng Wesley Pinidele              | 41 s 01        |
| 4 × 400 m | Nigeria Adedamola Adenui Charles Okezie Ugochukwu Ottah Omeiza Akerele | 3 min 14 s 50  | Gambie Wandifa Sanneth Ebrahima Camara Omar Jammeh Tijan Keita        | 3 min 14 s 76  | Éthiopie Fikre Muluken Bekele Mohammed Gemechu Wada Alemayehu Abera Tesfaye Chala Abebe Robi | 3 min 15 s 08  |
| 10 000 m marche | Aymene Sabri Algérie                                                   | 45 min 58 s 52 | Getamesay Nigusse Teshome Éthiopie                                    | 46 min 07 s 94 | Abdessamie Saidani Algérie                                                                   | 47 min 21 s 24 |
| Saut en hauteur | Omar Kaseb Égypte                                                      | 2,11 m         | Theddus Okpara Nigeria                                                | 2,05 m         | Heath Takudzwa Muchichwa Zimbabwe                                                            | 2,00 m         |
| Saut en longueur | Duwayne Andrew Boer Afrique du Sud                                     | 7,58 m (w)     | Babajide Okulaja Nigeria                                              | 7,42 m (w)     | Ruto Kiplagat Kenya                                                                          | 7,28 m         |
| Triple saut | Sabelo Ntokozo Ndlovu Afrique du Sud                                   | 15,92 m CR     | Ruto Kiplagat Kenya                                                   | 15,43 m        | Duwayne Andrew Boer Afrique du Sud                                                           | 15,13 m        |
| Lancer du poids (6 kg) | Ahmed Hassan Égypte                                                    | 19,59 m CR     | Mohamed Kalifa Égypte                                                 | 19,05 m        | Ruan Combrinck Afrique du Sud                                                                | 17,08 m        |
| Lancer du disque (1,750 kg) | Gerhard De Beer Afrique du Sud                                         | 55,58 m        | Mohamed Kalifa Égypte                                                 | 50,98 m        | Ahmed Elghobashy Égypte                                                                      | 50,28 m        |
| Lancer du marteau (6 kg) | Eslam Ibrahim Égypte                                                   | 74,49 m        | Hisham Loufti Abd El Wahab Égypte                                     | 61,74 m        | Dean William Seychelles                                                                      | 52,29 m        |
| Lancer du javelot | Alex Kiprotich Kenya                                                   | 71,43 m        | Reinhard Vanzyl Afrique du Sud                                        | 69,73 m        | Maged Mohsen El Amer Égypte                                                                  | 69,40 m        |
| Records et Performances - AR : Record continental (area record) - CR : Record des championnats (championship record) - MR : Record du meeting (meet record) - NR : Record national (national record) - OR : Record olympique (olympic record) - PR : Record paralympique (paralympic record) - PB : Record personnel (personal best) - SB : Meilleure performance personnelle de la saison (season's best) - WL : Meilleure performance mondiale de l'année (world leader) - WJR : Record du monde junior (world junior record) - WR : Record du monde (world record) Circonstances et Conditions - DNF : N'a pas terminé (did not finish) - DNS : N'a pas pris le départ (did not start) - DQ : Disqualification (disqualification) - NM : Aucun essai valable enregistré (No Mark) - Q : Qualifié « directement » au prochain tour (ou à la prochaine compétition), lors d'une compétition majeure, grâce au classement ou à la réalisation des minima (automatic qualifier) - q : Qualifié au prochain tour (ou à la prochaine compétition), lors d'une compétition majeure, grâce au repêchage ou à la réalisation de l'une des meilleures performances parmi celles des « non qualifiés directement » (grâce au meilleur temps ou à la meilleure distance par exemple) (secondary qualifier) |                                                                        |                |                                                                       |                |                                                                                              |                |

### Femmes
| Épreuve | Or                                                              | Or             | Argent                                                                                         | Argent         | Bronze                                                                             | Bronze                         |
| --- | --------------------------------------------------------------- | -------------- | ---------------------------------------------------------------------------------------------- | -------------- | ---------------------------------------------------------------------------------- | ------------------------------ |
| 100 m | Tebogo Mamathu Afrique du Sud                                   | 11 s 98        | Tegest Tamangnu Yuma Éthiopie                                                                  | 12 s 12        | Philippa Van Der Merve Afrique du Sud                                              | 12 s 16                        |
| 200 m (Vent: −3,5 m/s) | Nkiruka Uwakwe Nigeria                                          | 24 s 21        | Tegest Tamangnu Yuma Éthiopie                                                                  | 24 s 27        | Loungo Matlhaku Botswana                                                           | 24 s 62                        |
| 400 m | Ada Benjamin Nigeria                                            | 52 s 87        | Rita Ossai Nigeria                                                                             | 53 s 84        | Selam Abrhaley Tareke Éthiopie                                                     | 54 s 80                        |
| 800 m | Alem Gereziher Gebremariam Éthiopie                             | 2 min 03 s 78  | Agatha Kimaswai Kenya                                                                          | 2 min 04 s 91  | Tigst Assefa Tessema Éthiopie                                                      | 2 min 05 s 65                  |
| 1 500 m | Dawit Seyaum Biratu Éthiopie                                    | 4 min 09 s 00  | Tigist Gashaw Belay Éthiopie                                                                   | 4 min 12 s 38  | Sheila Chepnegetich Kenya                                                          | 4 min 13 s 15                  |
| 3 000 m | Haftamnesh Tesfay Haylu Éthiopie                                | 9 min 32 s 33  | Sheila Chepnegetich Kenya                                                                      | 9 min 32 s 97  | Roman Giday Berhe Éthiopie                                                         | 9 min 36 s 41                  |
| 5 000 m | Ruti Aga Sora Éthiopie                                          | 16 min 00 s 98 | Lina Cheruto Kenya                                                                             | 16 min 04 s 34 | Alemitu Heroye Banata Éthiopie                                                     | 16 min 08 s 85                 |
| 100 m haies (Vent: −2,8 m/s) | Marthe Koala Burkina Faso                                       | 14 s 09        | Favour Efe Nigeria                                                                             | 14 s 53        | Mercia Ventea Afrique du Sud                                                       | 15 s 04                        |
| 400 m haies | Dihia Haddar Algérie                                            | 58 s 82        | Meaza Kebede Basha Éthiopie                                                                    | 1 min 01 s 21  | Daisy Akpofa Nigeria                                                               | 1 min 01 s 34                  |
| 3 000 m steeple | Weynshet Ansa Weldetsadik Éthiopie                              | 9 min 59 s 46  | Marion Jepkonga Kibor Kenya                                                                    | 10 min 02 s 46 | Lina Cheruto Kenya                                                                 | 10 min 03 s 74                 |
| 4 × 100 m | Nigeria Nkiruka Uwakwe Ese Brume Margaret Bolufawi Nkem Ezealah | 46 s 28        | Afrique du Sud Mercia Ventea Philippa Van Der Merve Stacey Welsch Tebogo Mamathu               | 47 s 56        | Pas d'autre médaille attribuée                                                     | Pas d'autre médaille attribuée |
| 4 × 400 m | Nigeria Nkiruka Uwakwe Ada Benjamin Abike Egbeniyi Rita Ossai   | 3 min 37 s 93  | Éthiopie Selam Abrhaley Tareke Tigst Assefa Tessema Mahlet Mulugeta Alem Gereziher Gebremariam | 3 min 42 s 18  | Afrique du Sud Lezaan Jordaan Philippa Van Der Merve Janet Seeliger Izelle Neuhoff | 3 min 57 s 78                  |
| 5 000 m marche | Askale Tiksa Benti Éthiopie                                     | 25 min 30 s 90 | Anel Opsthuizen Afrique du Sud                                                                 | 25 min 39 s 44 | Sarah Loveth Malagu Nigeria                                                        | 26 min 16 s 53                 |
| Saut en hauteur | Rhizlane Siba Maroc                                             | 1,75 m         | Megan Wilke Afrique du Sud                                                                     | 1,60 m         | Anna Milizar Maurice                                                               | 1,60 m                         |
| Saut en longueur | Ese Brume Nigeria                                               | 6,33 m (w)     | Janet Seeliger Afrique du Sud                                                                  | 6,00 m         | Marthe Koala Burkina Faso                                                          | 5,60 m (w)                     |
| Triple saut | Lerato Sechele Lesotho                                          | 12,62 m (w)    | Ese Brume Nigeria                                                                              | 12,52 m (w)    | Amira Bendrif Maroc                                                                | 12,16 m (w)                    |
| Lancer du poids | Lezaan Jordaan Afrique du Sud                                   | 15,07 m        | Geraldine Ann Duvenhage Afrique du Sud                                                         | 13,47 m        | Juditha Aniefuna Nigeria                                                           | 13,26 m                        |
| Lancer du disque | Fadya El Kasaby Égypte                                          | 42,71 m        | Geraldine Ann Duvenhage Afrique du Sud                                                         | 42,00 m        | Marie Helen Rose Seychelles                                                        | 28,03 m                        |
| Lancer du marteau | Aya Ebrahim Mohamed Adly Égypte                                 | 53,88 m        | Chene Margo Coetzee Afrique du Sud                                                             | 49,66 m        | Yasmine Talbi Algérie                                                              | 48,95 m                        |
| Lancer du javelot | Megan Wilke Afrique du Sud                                      | 47,42 m        | Seba Bassem El Sehily Égypte                                                                   | 47,29 m        | Zandri Bailey Afrique du Sud                                                       | 46,30 m                        |
| Records et Performances - AR : Record continental (area record) - CR : Record des championnats (championship record) - MR : Record du meeting (meet record) - NR : Record national (national record) - OR : Record olympique (olympic record) - PR : Record paralympique (paralympic record) - PB : Record personnel (personal best) - SB : Meilleure performance personnelle de la saison (season's best) - WL : Meilleure performance mondiale de l'année (world leader) - WJR : Record du monde junior (world junior record) - WR : Record du monde (world record) Circonstances et Conditions - DNF : N'a pas terminé (did not finish) - DNS : N'a pas pris le départ (did not start) - DQ : Disqualification (disqualification) - NM : Aucun essai valable enregistré (No Mark) - Q : Qualifié « directement » au prochain tour (ou à la prochaine compétition), lors d'une compétition majeure, grâce au classement ou à la réalisation des minima (automatic qualifier) - q : Qualifié au prochain tour (ou à la prochaine compétition), lors d'une compétition majeure, grâce au repêchage ou à la réalisation de l'une des meilleures performances parmi celles des « non qualifiés directement » (grâce au meilleur temps ou à la meilleure distance par exemple) (secondary qualifier) |                                                                 |                |                                                                                                |                |                                                                                    |                                |

### Tableau des médailles
| Rang  | Nation         | Or | Argent | Bronze | Total |
| ----- | -------------- | -- | ------ | ------ | ----- |
| 1     | Nigeria        | 9  | 7      | 3      | 19    |
| 2     | Afrique du Sud | 7  | 9      | 8      | 24    |
| 3     | Éthiopie       | 7  | 7      | 8      | 22    |
| 4     | Égypte         | 5  | 4      | 2      | 11    |
| 5     | Kenya          | 4  | 9      | 4      | 17    |
| 6     | Ouganda        | 2  | 1      | 1      | 4     |
| 7     | Algérie        | 2  | 0      | 3      | 5     |
| 8     | Maroc          | 2  | 0      | 2      | 4     |
| 9     | Burkina Faso   | 1  | 0      | 1      | 2     |
| 10    | Lesotho        | 1  | 0      | 0      | 1     |
| 11    | Maurice        | 0  | 2      | 3      | 5     |
| 12    | Gambie         | 0  | 1      | 0      | 1     |
| 13    | Seychelles     | 0  | 0      | 2      | 2     |
| 14=   | Botswana       | 0  | 0      | 1      | 1     |
| 14=   | Zimbabwe       | 0  | 0      | 1      | 1     |
| Total | Total          | 40 | 40     | 39     | 119   |